# Chambre 140 (album)
Albums de PLK
2069'
(2023)
Chambre 140 est la quatrième mixtape du rappeur français PLK. Elle est divisée en trois parties sorties respectivement les 19 janvier 2024, le 26 janvier 2024 et le 2 février 2024 sous les labels Enna Music et Panenka Music.

## Genèse
Le 15 décembre 2023, le rappeur sort le single Périph en tant que premier extrait de la mixtape.

## Liste des pistes
| Part. 1 | Part. 1                     | Part. 1            | Part. 1             | Part. 1 | Part. 1 | Part. 1 | Part. 1 | Part. 1 | Part. 1 |
| No      | Titre                       | Auteur             | Compositeur(s)      | Durée   |         |         |         |         |         |
| ------- | --------------------------- | ------------------ | ------------------- | ------- | ------- | ------- | ------- | ------- | ------- |
| 1.      | * (feat. Alice Belaïdi)     | PLK, Alice Belaïdi | DJ Elite            | 0:39    |         |         |         |         |         |
| 2.      | EA7                         | PLK                | Elyo                | 1:31    |         |         |         |         |         |
| 3.      | Gare du Nord                | PLK                | Boumidjal, HoloMobb | 2:20    |         |         |         |         |         |
| 4.      | Ça mène à rien (feat. Gazo) | PLK, Gazo          | Boumidjal, HoloMobb | 3:18    |         |         |         |         |         |
| 5.      | À l'envers                  | PLK                | Boumidjal, HoloMobb | 2:30    |         |         |         |         |         |
| 6.      | Interlude *                 | PLK                | DJ Elite            | 0:40    |         |         |         |         |         |
| 7.      | Flash                       | PLK                | Rudynovski          | 2:24    |         |         |         |         |         |
| 8.      | La nuit (feat. Tif)         | PLK, Tif           | Boumidjal, HoloMobb | 2:57    |         |         |         |         |         |
| 9.      | Périph                      | PLK                | Lucci'              | 2:48    |         |         |         |         |         |
| 10.     | Sun                         | PLK                | Platinumwav         | 2:13    |         |         |         |         |         |
| 11.     | Il pleut à Paris            | PLK                | Boumidjal, HoloMobb | 2:27    |         |         |         |         |         |
| 23:47   |                             |                    |                     |         |         |         |         |         |         |

| Part. 2 | Part. 2                   | Part. 2            | Part. 2                       | Part. 2 | Part. 2 | Part. 2 | Part. 2 | Part. 2 | Part. 2 |
| No      | Titre                     | Auteur             | Compositeur(s)                | Durée   |         |         |         |         |         |
| ------- | ------------------------- | ------------------ | ----------------------------- | ------- | ------- | ------- | ------- | ------- | ------- |
| 1.      | *** (feat. Alice Belaïdi) | PLK, Alice Belaïdi | DJ Elite                      | 0:32    |         |         |         |         |         |
| 2.      | Chambre 140               | PLK                | Nickhel, Pbl, Pinkman, Uraken | 1:20    |         |         |         |         |         |
| 3.      | En mieux (feat. Hamza)    | PLK, Hamza         | Boumidjal, HoloMobb           | 2:58    |         |         |         |         |         |
| 4.      | Dangereux                 | PLK                | Mehsah                        | 2:45    |         |         |         |         |         |
| 5.      | Mignon tout plein         | PLK                | Bankai                        | 2:24    |         |         |         |         |         |
| 6.      | Interlude ***             | PLK                | DJ Elite                      | 0:54    |         |         |         |         |         |
| 7.      | P*tain                    | PLK                | Platinumwav                   | 2:35    |         |         |         |         |         |
| 8.      | Bikini Bottom             | PLK                | Boumidjal, HoloMobb           | 2:42    |         |         |         |         |         |
| 9.      | J'attends                 | PLK                | 2K                            | 2:10    |         |         |         |         |         |
| 10.     | Avec les miens            | PLK                | Boumidjal, HoloMobb           | 2:54    |         |         |         |         |         |
| 21:14   |                           |                    |                               |         |         |         |         |         |         |

| Part. 3 | Part. 3                     | Part. 3            | Part. 3                  | Part. 3 | Part. 3 | Part. 3 | Part. 3 | Part. 3 | Part. 3 |
| No      | Titre                       | Auteur             | Compositeur(s)           | Durée   |         |         |         |         |         |
| ------- | --------------------------- | ------------------ | ------------------------ | ------- | ------- | ------- | ------- | ------- | ------- |
| 1.      | ***** (feat. Alice Belaïdi) | PLK, Alice Belaïdi | DJ Elite                 | 0:37    |         |         |         |         |         |
| 2.      | Ça fait longtemps           | PLK                | Pinkman, Uraken          | 2:25    |         |         |         |         |         |
| 3.      | Onana                       | PLK                | Boumidjal, HoloMobb      | 2:59    |         |         |         |         |         |
| 4.      | Faut pas (feat. Jul)        | PLK, Jul           | Boumidjal, HoloMobb      | 2:18    |         |         |         |         |         |
| 5.      | La vraie vie                | PLK                | Platinumwav              | 2:29    |         |         |         |         |         |
| 6.      | Interlude *****             | PLK                | DJ Elite                 | 0:41    |         |         |         |         |         |
| 7.      | Chouchou (feat. Vacra)      | PLK, Vacra         | Boumidjal, HoloMobb      | 2:52    |         |         |         |         |         |
| 8.      | 1€ / 1Eu                    | PLK                | Boumidjal, HoloMobb      | 2:44    |         |         |         |         |         |
| 9.      | Mon poto                    | PLK                | Junior Alaprod, LaSource | 2:32    |         |         |         |         |         |
| 10.     | Une pêche une patate        | PLK                | Boumidjal, HoloMobb      | 2:28    |         |         |         |         |         |
| 22:05   |                             |                    |                          |         |         |         |         |         |         |

## Clips vidéos
- Périph : 15 décembre 2023
- Ça mène à rien (feat. Gazo) : 19 janvier 2024
- Mignon tout plein : 26 janvier 2024
- Faut pas (feat. Jul) : 2 février 2024

## Titres certifiés en France

### Part. 1
- Ça mène à rien (feat. Gazo)  Diamant[3]
- Il pleut à Paris  Platine[4]
- Périph  Platine[5]
- La nuit (feat. Tif)  Or[6]

### Part. 2
- En mieux (feat. Hamza)  Or[7]
- Bikini Bottom  Or[8]
- Mignon tout plein  Or[9]

### Part. 3
- Faut pas (feat. Jul)  Diamant[10]
- Chouchou (feat. Vacra)  Or[11]

## Certifications et classements

### Classement hebdomadaire
| Classements                  | Meilleure position |
| ---------------------------- | ------------------ |
| Belgique (Wallonie Ultratop) | 1                  |
| France (SNEP)                | 1                  |
| Suisse (Schweizer Hitparade) | 1                  |

### Ventes et certifications
| Région        | Certification | Ventes/Streams |
| ------------- | ------------- | -------------- |
| France (SNEP) | 3 × Platine   | 300 000        |